# Genética humana

Una pequeña parte de ADN humano.

La genética humana describe el estudio de la herencia biológica en los seres humanos. La genética humana abarca una variedad de campos incluidos: la genética clásica, citogenética, genética molecular, biología molecular, genómica, genética de poblaciones, genética del desarrollo, genética médica y el asesoramiento genético. El estudio de la genética humana puede ser útil ya que puede responder preguntas acerca de la naturaleza humana, comprender el desarrollo eficaz para el tratamiento de enfermedades y la genética de la vida humana. Este artículo describe solo características básicas de la genética humana; para la genética de los trastornos ver: genética médica.

## Los cromosomas humanos
La herencia de rasgos para los seres humanos se basan en el modelo de herencia de Gregor Mendel. Mendel deduce que la herencia depende de unidades discretas de la herencia, llamados genes. Un artículo reciente, revisado por pares, brinda un valioso resumen de conceptos de epidemiología genética.

### Herencia autosómica dominante
Los rasgos autosómicos se asocian con un único gen en un autosoma (cromosoma no sexual). Se les llama "dominante" porque un solo ejemplar heredado de cualquiera de los padres es suficiente para causar la aparición de este rasgo. A menudo, esto significa que uno de los padres también debe tener la misma característica, a menos que ésta haya aparecido debido a una nueva mutación.

### Herencia autosómica recesiva
El carácter autosómico recesivo es un patrón de herencia de un rasgo, enfermedad o trastorno que se transmite a través de las familias. Para que un rasgo o enfermedad recesiva se manifieste, dos copias del gen (o los genes) responsable de la aparición de ese rasgo tienen que estar presentes en el genoma del individuo. Es decir, debe heredarse un cromosoma con el gen portador de esa característica tanto de la madre como del padre, dando como resultado un genotipo con dos copias del gen responsable de la aparición del rasgo. Se denomina herencia autosómica porque el gen se encuentra en un cromosoma autosómico: un cromosoma no sexual. Debido al hecho de que se necesitan dos copias de un gen de la característica, muchas personas pueden ser portadores de una enfermedad, de un aspecto evolutivo, una enfermedad o rasgo recesivo, que puede permanecer oculto durante varias generaciones antes de mostrar el fenotipo.

### Herencia ligada a X y ligada a Y
El mapa genético del ser humano está formado por 23 pares de cromosomas, el par número 23 es el que determina el sexo, por eso se le llama cromosoma sexual y al resto se les llama cromosomas asexuales, el par de cromosomas número 23 está representado por XY en el varón y XX en la mujer. El cromosoma Y lo aporta el varón mientras que la mujer aporta cromosomas X, 
Los genes ligados a X se encuentran en el cromosoma sexual X y, tal como los genes autosómicos, tienen tipos recesivos y dominantes. Los desórdenes recesivos ligados a X raramente son vistos en mujeres y usualmente afectan únicamente a hombres. Esto se debe a que los hombres heredan su cromosoma X (y todos los genes ligados a X) de su madre. Los padres únicamente pasan su cromosoma Y a sus hijos varones, así que ningún rasgo ligado a X es pasado de padre a hijo. Las mujeres expresan desórdenes ligados a X cuando son homocigotas se convierten en portadoras cuando son heterocigotas. 
Un desorden ligado a X es la Hemofilia A. La hemofilia es un desorden en el cual la sangre no coagula eficientemente debido a una deficiencia en el factor de coagulación VIII. La herencia dominante ligada a X manifiesta el mismo fenotipo tanto en heterocigotas como en homocigotas. Como se trata de herencia ligada a X, habrá una falta de herencia hombre a hombre, lo que la hace distinguible de la herencia autosómica. Un ejemplo de un rasgo ligado a X es el síndrome de Coffin-Lowry, que es causado por una mutación en un gen que codifica para una proteína ribosomal. Esta mutación tiene como resultado anormalidades óseas y craneofaciales, retraso mental y baja estatura.
Los cromosomas X en las mujeres sufren un proceso conocido como inactivación de X, que es cuando uno de los dos cromosomas X en una mujer es casi completamente desactivado. Es importante que este proceso tenga lugar, ya que, de otra manera, las mujeres producirían el doble de las proteínas codificadas por genes en el cromosoma X. El mecanismo de inactivación de X ocurre durante la etapa embrionaria. En personas con desórdenes como trisomía X, en la cual el genotipo presenta tres cromosomas X, y se desactivaran los cromosomas X hasta que solo quede uno activo. 
La herencia ligada a Y ocurre cuando un gen, rasgo o desorden se transfiere a través del cromosoma Y. Como los cromosomas Y solo se encuentran en hombres, los rasgos ligados a Y solo son transmitidos de padre a hijo. El factor determinante de testículos, que está localizado en el cromosoma Y, determina la masculinidad de los individuos. Además de la masculinidad heredada del cromosoma Y, no se conocen otras características ligadas a Y.

### Cariotipo
Un cariotipo es una herramienta muy útil en citogenética.  la posición de Un cariotipo puede ser útil también en genética clínica, debido a su capacidad para diagnosticar trastornos genéticos. En un cariotipo normal, la aneuploidía puede ser detectada con claridad por la posibilidad de observar cualquier cromosoma faltante o adicional. El g-banding del cariotipo puede ser utilizado para detectar deleciones, inserciones, duplicaciones, inversiones y translocaciones. EL g-banding manchará los cromosomas con cintas claras y oscuras diferentes para cada cromosoma. La FISH, fluorescencia de hibridación in situ, se puede utilizar para observar deleciones, inserciones y translocaciones. La FISH (Hibridación fluorescente in situ, por sus siglas en inglés:"fluorescent in situ hybridization") utiliza sondas fluorescentes que se unen a secuencias específicas de los cromosomas que hará que éstos fluorezcan un único color.

## Genómica
La genómica se refiere al campo de la genética en cuestión de estudios estructurales y funcionales del genoma. Un genoma es todo el ADN contenido en un organismo o una célula incluidos el ADN nuclear y mitocondrial. El genoma humano es la colección total de los genes en un ser humano que figuran en el cromosoma humano, compuesto por más de tres mil millones de nucleótidos. En abril del 2003, el Proyecto Genoma Humano fue capaz de secuenciar todo el ADN en el genoma humano, para descubrir que el genoma humano está integrado por alrededor de 20.000 genes que codifican proteínas.

## Genética de poblaciones
La genética de poblaciones es la rama de la biología evolutiva responsable de investigar los procesos que causan cambios en frecuencias alélicas y genotípicas en poblaciones, basado en la herencia Mendeliana. Cuatro diferentes fuerzas pueden influir en las frecuencias: la selección natural, mutación, el Flujo genético (migración), y la deriva genética. Una población puede definirse como un grupo de individuos capaces de reproducirse entre sí y su descendencia. Para la genética humana, las poblaciones constarán solo de la especie humana. El equilibrio de Hardy-Weinberg es un principio ampliamente utilizado para determinar frecuencias alélicas y de genotipo.

### El principio Hardy-Weinberg
El principio Hardy-Weinberg establece que la composición genética de una población permanece en equilibrio mientras no actúe la selección natural ni ningún otro factor y no se produzca ninguna mutación. En el lenguaje de la genética de poblaciones, la ley de Hardy-Weinberg afirma que, bajo ciertas condiciones, tras una generación de apareamiento al azar, las frecuencias de los genotipos de un locus individual se fijarán en un valor de equilibrio particular.

## ADN mitocondrial
Además de ADN nuclear, los seres humanos (como casi todos los eucariotas) tienen ADN mitocondrial. Las mitocondrias, "casas de poder" de una célula, tienen su propio ADN, ya que tienen el mismo origen que el proteobacterium que se fusionó con células eucariotas hace casi 2 mil millones de años. Esta afirmación es conocida como la Teoría endosimbiótica. Las Mitocondrias son heredadas de la madre, y su ADN se utiliza con frecuencia para trazar las líneas maternas de descendencia (véase Eva mitocondrial). El ADN mitocondrial mide solo 16kb de longitud y codifica para 62 genes.

## Los genes y características humanas
Los genes son las unidades fundamentales de la herencia. Los genes se pueden definir como una secuencia de ADN en el genoma que se requiere para la producción de un producto funcional. Los genes tienen menores y mayores efectos en características humanas, como la raza. Los genes humanos han ganado prominencia en el debate de naturaleza vs. nutrición(Innato o adquirido).

### Los genes y el comportamiento
Los genes tienen una fuerte influencia sobre el comportamiento humano. Sin embargo, ha sido cuestionado que la inteligencia se herede. La teoría de que los seres humanos heredan características sustanciales de comportamiento se llama nativismo psicológico, en comparación con la postura que sostiene que el comportamiento humano y la cultura son aprendidos casi totalmente (tabula rasa).
A principios del siglo XX, la eugenesia fue la política en algunas partes de los Estados Unidos y Europa. El objetivo era reducir o eliminar los rasgos que se considera indeseables. Una forma de eugenesia es la esterilización obligatoria de personas que se consideran no aptas mentalmente. Los programas de eugenesia de Hitler pusieron a la conciencia social en contra de la práctica y el nativismo psicológico, que se asoció con el racismo y el sexismo.

### Los genes y el género
La mayor diferencia genética entre seres humanos saludables es el género. Los científicos discuten el grado al cual los genes y la cultura afectan papeles sexuales. El caso de David Reimer era un ejemplo para el campo de "tabla rasa", aunque recientemente el mismo caso se ha convertido en evidencia de un fuerte componente genético para la identidad de género.

### Genes
La mayoría de la diversidad genética ocurre dentro de las razas que entre ellas. Conceptos comunes de las categorías raciales no coinciden con exactitud con las características genéticas.

### Psicología Evolutiva
La psicología evolutiva explica muchos comportamientos humanos como más o menos moderado por genes que se desarrollaron en los humanos cazadores y recolectores en la etapa de desarrollo cultural. Véase, por ejemplo, el síndrome de Estocolmo.

### Trastornos genéticos
Los seres humanos tienen varias enfermedades genéticas, a menudo causadas por genes recesivos. Algunos ejemplos de enfermedades genéticas humanas son: el síndrome de Turner, la enfermedad de Huntington, el cáncer, el autismo y la anemia de células falciformes. Para una lista más completa véase la lista de trastornos genéticos. Los trastornos genéticos suelen suceder en todas partes y son muy comunes en algunos lugares.
- Síndrome del maullido del gato- Un trastorno causado por una deleción en el brazo corto del cromosoma 5. Esta supresión se traduce en un fenotipo de retraso mental, problemas de comportamiento, y un llanto parecido al maullido de un gato. Aproximadamente uno de cada 50.000 nacimientos tendrá el síndrome.[5]

- Enfermedad de Huntington- Un trastorno neurológico causado por una secuencia repetitiva de un trinucleótido. Huntingtons es un rasgo autosómico dominante. La mayoría de los individuos con la enfermedad muestran el fenotipo por primera vez alrededor de los 40 años de edad. Los síntomas son movimientos incontrolables, retraso mental y problemas de comportamiento.[6]

- Síndrome de Turner- Es una enfermedad genética rara caracterizada por presencia de un solo cromosoma X. Fenotípicamente son mujeres (por ausencia de cromosoma Y). A las mujeres con síndrome de Turner les falta parte o todo un cromosoma X. La falta de cromosoma Y determina el sexo femenino de todos los individuos afectados, y la ausencia del segundo cromosoma X, la falta de desarrollo de los caracteres sexuales primarios y secundarios. Esto confiere a las mujeres que padecen el síndrome de Turner un aspecto infantil e infertilidad de por vida. Su incidencia es de alrededor de 1 de cada 2.500 niñas.

- Síndrome de Klinefelter- Un trastorno en los hombres provocado por la presencia de un cromosoma X adicional. Estas personas tienen un genotipo de 47 XXY en vez del normal XY. Los síntomas de este síndrome son los senos agrandados, testículos pequeños, y la esterilidad.[7]

### Rasgos humanos con modelo de herencia simple
Varios rasgos humanos con modelo de herencia simple:
| Dominante                                                          | Recesivo                                  | Referencias         |
| ------------------------------------------------------------------ | ----------------------------------------- | ------------------- |
| Con hoyuelos faciales                                              | Sin hoyuelos                              | [ 8 ] [ 9 ]         |
| Pueden degustar el PTC                                             | No pueden degustar el PTC                 | [ 10 ]              |
| Lóbulo de la oreja despegado                                       | Lóbulo pegado a la cara                   | [ 8 ] [ 11 ] [ 12 ] |
| Mentón hendido                                                     | Sin mentón hendido                        | [ 13 ]              |
| Iris oscuro                                                        | Iris claro                                |                     |
| Visión de colores                                                  | Daltonismo                                |                     |
| Con pecas                                                          | Sin pecas                                 | [ 8 ] [ 14 ]        |
| Cerumen húmedo                                                     | Cerumen seco                              | [ 11 ] [ 15 ]       |
| Pueden enrollar la lengua en U                                     | Incapacidad para enrollarla               | [ 11 ]              |
| Dedo pulgar normal                                                 | Pulgar muy flexible (hiperextensibilidad) |                     |
| Dedo meñique torcido                                               | Meñique no torcido                        |                     |
| Dedo índice más corto que el anular (en hombres)                   | Índice más largo                          |                     |
| Dedo índice más largo que el anular (en mujeres)                   | Índice más corto                          |                     |
| Calvicie (en hombres)                                              | Sin calvicie                              |                     |
| Sin calvicie (en mujeres)                                          | Calvicie                                  |                     |
| Rasgos capilares frontales en ángulo, Widow's peak (pico de viuda) | Sin Widow's peak                          | [ 16 ] [ 17 ]       |

## Estudios genéticos humanos a gran escala
Los estudios genéticos humanos a gran escala se usan actualmente de forma amplia y regular para estudiar programas de desarrollo de fármacos. Las dianas son los pares fármaco-enfermedad respaldados por la genética humana que tendrían mayor probabilidad de éxito en los procesos de descubrimiento de nuevos medicamentos o reutilización de los ya preexistentes.

Por ejemplo, la identificación de variantes en PCSK9 asociadas con un menor riesgo de enfermedad coronaria conduce al desarrollo fructífero de inhibidores de PCSK9, que ahora están autorizados para la prevención de enfermedades cardiovasculares.

También se ha comprendido el valor de la genética humana para el descubrimiento y desarrollo de fármacos para las enfermedades infecciosas. Entre sus aplicaciones podemos evidenciar cómo los estudios genéticos humanos demuestran que la variación genética en el gen CCR5El ofrece protección contra la infección por el virus de la inmunodeficiencia humana (VIH) tipo 1. Estos descubrimientos son esenciales para el desarrollo de fármacos como Maraviroc, una molécula antagonista de CCR5, aprobada por la Administración de Drogas y Alimentos de los Estados Unidos (FDA) para tratar a pacientes que padecen VIH-1.